# Glycosmis mansiana
Glycosmis mansiana är en vinruteväxtart som beskrevs av Narayan.. Glycosmis mansiana ingår i släktet Glycosmis och familjen vinruteväxter. Inga underarter finns listade i Catalogue of Life.